# Issouf Paro
Issouf Paro (Bobo-Dioulasso, 16 de outubro de 1994) é um futebolista profissional burquinense que atua como defensor.

## Carreira
Issouf Paro representou o elenco da Seleção Burquinense de Futebol no Campeonato Africano das Nações de 2017.